# Musée d'histoire naturelle de Thurgovie
 (juin 2021).
Le musée d'histoire naturelle de Thurgovie (en allemand, Naturmuseum Thurgau) à Frauenfeld est l'un des six musées cantonaux de Thurgovie en Suisse. Les expositions du musée d'histoire naturelle se concentrent sur la nature de la région.

## Histoire
La société naturaliste de Thurgovie fonde en 1859 une collection d'histoire naturelle pour promouvoir la recherche dans ce domaine en Thurgovie. La collection est d'abord hébergée dans un établissement scolaire de Frauenfeld, puis à partir de 1924, dans son actuel emplacement de la Luzernerhaus. Le musée devient propriété cantonale en 1958. Le musée d'histoire naturelle, inauguré en 1972, restreint ses intérêts à la seule nature. Le muse est rénové en 2004, et présente une collection permanente depuis 2005. 
Le musée d'archéologie de Thurgovie est situé dans le même bâtiment.

## Expositions
Environ 1 000 spécimens et objets sont présentés sur deux étages. L'exposition permanente comprend également des stations d'activités, des courts métrages et trois parcours de visite audio. Le musée présente régulièrement des expositions temporaires. Un petit jardin complète l'espace muséographique, avec différentes plantes cultivées sur une superficie d'environ 300 m2.

## Collections
Le musée dispose dans son fonds propre d'environ 115 000 objets, plantes, insectes, squelettes de vertébrés, fossiles et minéraux, pièges, maquettes et vitrines. La plupart des objets viennent du canton de Thurgovie. 
Les collections peuvent être consultées en ligne via des bases de données.
Cette collection est répertoriée en tant qu'objet de catégorie A sur la liste des biens culturels de Frauenfeld.

## Distinctions
Le muséum d'histoire naturelle de Thurgovie a été récompensé ces dernières années pour ses expositions et son travail de médiation :
- Prix Expo 2007
- Nomination pour le prix du musée européen de l'année 2012
- Candidat au prix du Musée des Enfants 2013
- Nomination pour le prix Expo 2019
- Prix Musée 2020

## Galerie

Musée d'histoire naturelle de Thurgovie
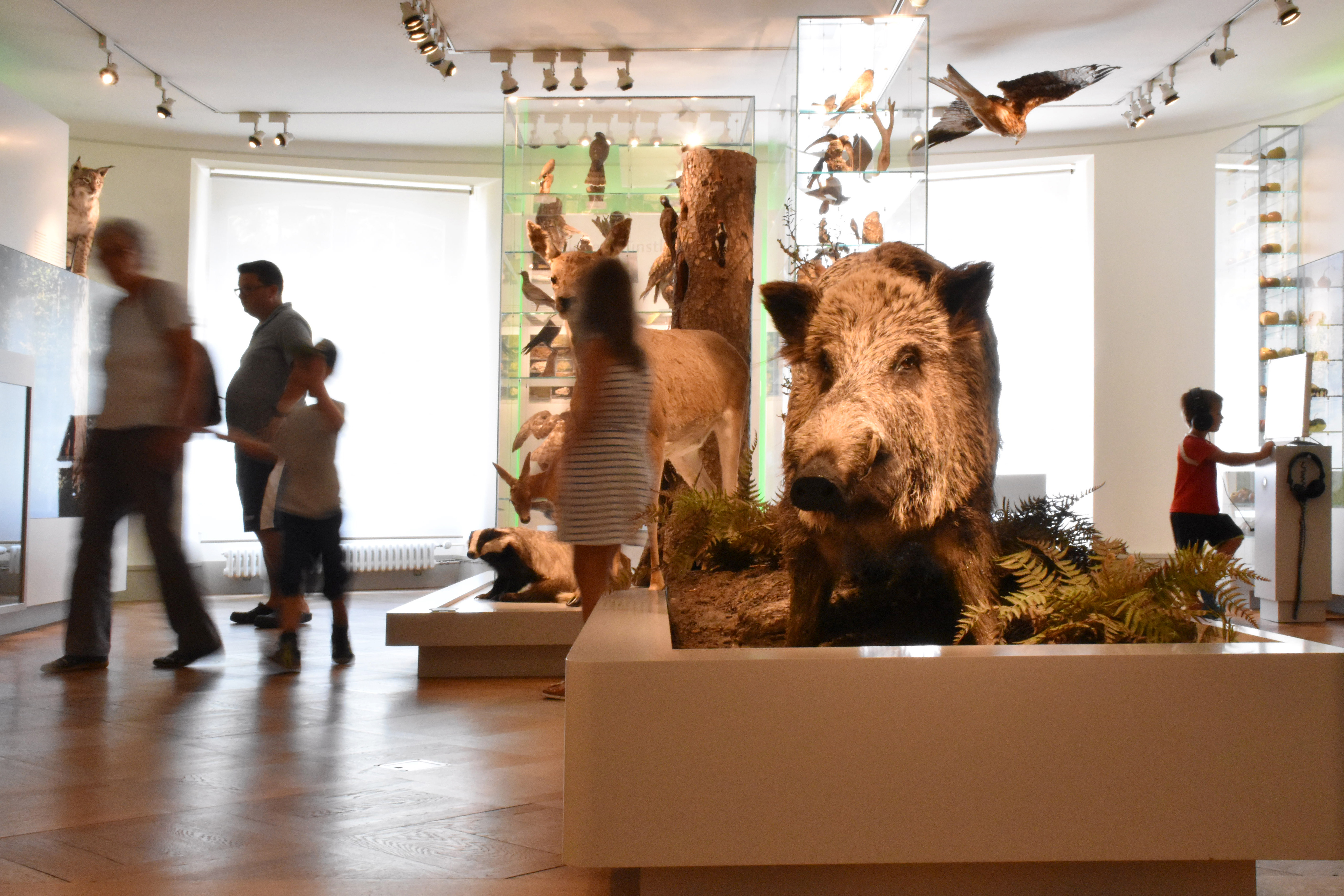
Exposition permanente
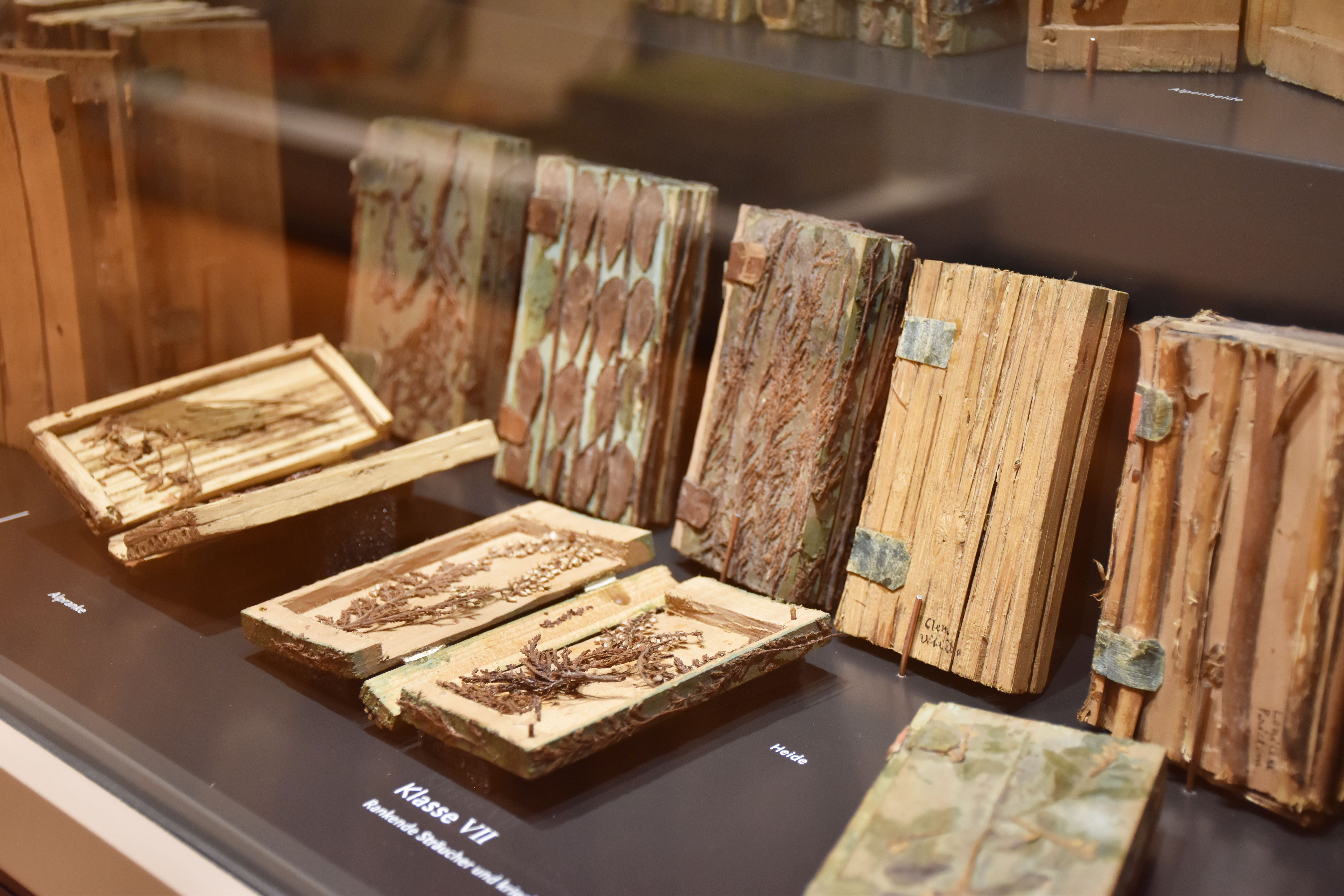
Exposition permanente
Collection de papillons